# Les Oreilles entre les dents
Pour plus de détails, voir Fiche technique et Distribution.
Les Oreilles entre les dents est un film français réalisé par Patrick Schulmann réalisé en 1986, sorti en 1987.

## Synopsis
Un inspecteur de police aux méthodes peu conventionnelles enquête sur une série de meurtres dans Paris.

## Fiche technique
- Titre : Les Oreilles entre les dents
- Réalisation : Patrick Schulmann
- Scénario : Patrick Schulmann, avec la collaboration de Didier Dolna et Michel Zemer
- Photographie : Jacques Assuérus
- Musique : Patrick Schulmann
- Son : Gérard Lamps et Philippe Sénéchal
- Décors : Michel Modai
- Costumes : Olga Pelletier
- Montage : Aline Asséo
- Pays d'origine :  France :
- Genre : Comédie policière
- Durée : 95 minutes
- Date de sortie : 8 juillet 1987

## Distribution
- Jean-Luc Bideau : Jean-Paul Blido
- Fabrice Luchini : Luc Fabri
- Philippe Khorsand : Korg
- Laurent Gamelon : Max
- Gérard Manzetti : Boris Bardini
- Jeanne Marine : Léa Stagnari
- Féodor Atkine : Phoebus
- Gabriel Cattand : Théron
- Guy Montagné : Gayat
- Kevin Burgos : Attila
- Christophe Salengro : Biguir
- Jean-Marie Balembois : Carel
- Rosette : Isabelle
- Claude Melki : Kimmel, le danseur de tango
- Jeanne Herviale : Lydie, la vieille folle
- Michèle Brousse : Jeanne
- Yves Carlevaris : Gérard
- Mohamed Camara : Apo
- Math Samba : Ze
- Chantal Neuwirth  : la femme du parking
- Paulette Frantz  : la concierge de Mme Matis
- Janine Souchon  : la concierge de Korg
- Michèle Ulrich : l'infirmière
- Bernard Cazassus  : le meneur d'escargots
- Raymond-Gilles Grouard : le chirurgien (sous le nom de « Gilles Grouard »)
- Yvonne Legrand  : la mère de Théron
- Marcelle Turlure  : la grand-mère de Luc
- Sylvie Lopez  : Mme Matis
- Muriel Montossey : la deuxième victime, tuée par la maitresse jalouse
- Roland Cecchini  : un journaliste
- Michel Camus : un journaliste
- Georges Lucas  : le commissaire Jusse
- Jacques Dewit  : le frère de Boris
- Patrick Michel Watkins  : le punk
- Marc Ariche  : le gardien du club
- Serge Volney  : Delphus
- Alain Bernard  : un policier
- Alain Boismery  : Gaubert
- Pierre Lévy-Corti : l'homme dans la voiture (sous le nom « Pierre Lévy »)
- Frédéric Saurel : Léon (sous le nom de « Frédéric Sorel »)
- Arsemia  : la femme panthère
- Roland Neunreuther  : cascadeur
- Serge Bidaud  : le mécano
- Joël Liennel : traducteur langues de signes